# Altersbergbrücke
Die Altersbergbrücke ist eine Brücke der österreichischen Tauern Autobahn (A10) in Kärnten. Die interne Bezeichnung der Asfinag lautet L 40.

## Lage
Die 1976 für den Verkehr freigegebene und 1973 von Waagner Biro errichtete Brücke liegt zwischen Spittal an der Drau und Gmünd in Kärnten und überspannt das Liesertal auf einer Länge von 800 m und 60 m Höhe. Sie befindet sich auf dem Gemeindegebiet von Trebesing.

## Sperre 2006
Im Oktober 2006 bemerkte man eine starke Verformung der Stahlbrücke. Als mögliche Ursache gilt ein Schwertransport, dieser überschritt die zulässige Gesamtlast der Brücke von 140 t um 20 t, fuhr offensichtlich schneller als die für ihn zulässigen 20 km/h und die Begleitfahrzeuge ließen möglicherweise zu, dass sich gleichzeitig andere LKW auf der Brücke befanden. Es gibt allerdings auch Vermutungen, dass dieses Ereignis nicht ausschlaggebend für die Verformung der Autobahnbrücke war, da an dieser schon längere Zeit Sanierungsarbeiten durchgeführt wurden und dazu die zweite Fahrbahn bis auf das Stahlgerüst komplett abgetragen wurde. Die Tauernautobahn zwischen Spittal und Gmünd wurde daraufhin für alle Fahrzeuge bis 14. Dezember 2006 gesperrt. Der Verkehr wurde über die direkt darunter liegende Katschberg Straße (B99) umgeleitet, LKW über 7,5 t mussten weiträumig über Pyhrn Autobahn oder Felbertauerntunnel ausweichen.

## Generalsanierung
Ursprünglich plante man mit 2007 das Ende der Sanierung. Die Sanierung der Altersbergbrücke wurde 2011 abgeschlossen. Die Fahrbahnplatte in Richtung Salzburg wurde komplett abgerissen und neu errichtet.